# Synaxis sericeata
Synaxis sericeata är en fjärilsart som beskrevs av Barnes och Mcdunnough 1916. Synaxis sericeata ingår i släktet Synaxis och familjen mätare. Inga underarter finns listade i Catalogue of Life.